# Xenochlora ianthina
Xenochlora ianthina är en biart som först beskrevs av Smith 1861.  Xenochlora ianthina ingår i släktet Xenochlora och familjen vägbin. Inga underarter finns listade i Catalogue of Life.